# نحل الذئب الأوروبي
نحل الذئب الأوروبي أو دبر النحل القاتل أو ذئب النحل (الاسم العلمي Philanthus triangulum)، حشرة من فصيلة الزنابير الرملية. ذكرها يطول نحو 12 مم. والأنثى 16 مم. رأسها وكوثلها إلى السواد المرقوش بالأصفر. بطنها أصفر اللون. فواصل ترجاتها سود. تلتقط النحل وهي طائرة فتقتلها لتمتص ما في زوارها من عسل. يكثر وجودها من أواخر الربيع إلى أوائل الخريف.